# Моника Љу
Моника Љубинаите (9. фебруар 1988, Клајпеда), познатија под уметничким именом Моника Љу, је литванска певачица и текстописац.
Она ће представљати Литванију на Песми Евровизије 2022. у Торину, у Италији, са песмом „Sentimentai". Учествоваће у првом полуфиналу 10. маја 2022.

## Биографија
Моника Љубинаите је рођена у Клајпеди, у породици сачињеној од учитеља музике и музичара. Студирала је у Гимназији „Клајпеда Ажуолинас" и похађала је часове балета када је била мала. Као студент, Моника се преселила у Бостон, а касније у Лондон. Тренутно живи у Вилњусу.

## Музичка каријера
Моника је своју музичку каријеру започела са пет година када је почела да свира виолину. Певање је открила тек десет година касније и одмах, 2004. године, тријумфовала на такмичењу „Dainų dainelė“ (Песма над песмама). По завршетку средње школе, Љубинаите је одабрала студије џез музике и вокала на Факултету музичке уметности Универзитета у Клајпеди, а касније је отишла у САД, где је студирала на једној од најпрестижнијих музичких школа на свету - Беркли колеџ музике у Бостону. Након што је напустила колеџ, певачица се преселила у Лондон, где је наставила да компонује песме. Радила је са познатим продуцентом Маријом Басановом, сарађивала са породицом електронске музике Silence, снимила песму „Not Yesterday” са бендом Sel, побеђивала на вокалним такмичењима и успешно се појавила на ЛРТ телевизијском пројекту „Auksinis balsas” (Златни Глас).
Рани рад Љубинаите на музичком сајту newsroom.indiemunity.com је описан као „снажно електро-поп (и мање бизарна) верзију Бјерк”. Такође је хвале због занимљивих и дубоких текстова, који далеко надмашују "плитки и хипнотизирајући радијски поп".
Дана 23. маја 2019. објављено је да ће Моника Љу бити у жирију такмичења The Voice Lithuania. Такође је била члан жирија такмичења The Masked Singer Lithuania током сезоне 2021.
Љу је победила на националном избору Литваније за Песму Евровизије 2022 са песмом „Sentimentai“ и представљаће Литванију на такмичењу за песму Евровизије 2022. у Торину, у Италији.

### Melodija
Моника је 20. априла 2020. објавила свој други албум и прву винил плочу „Melodija“. Формат винил плоче савршено даје помало сентиментално подсећање на литванску ретро сцену, али у исто време веома свеж музички звук. Плоча је снимљена у Уједињеном Краљевству у сарадњи са музичким професионалцима: продуцентом Мајлсом Џејмсом, режисером звука Кристофом Скирлом и музичарем Маријусом Алексом, уз помоћ древних синтисајзера и јединствених техника, сви инструменти су снимљени уживо.
„Моје песме говоре о младости, сновима, страху, лудилу, усамљености и, што је најважније, љубави. По томе како људи реагују на моју музику – смеју се, смеју или гребу сузе, разумем колико смо сви доживели у љубави и шта нас спаја” – каже Моника Љу. 

### Песма Евровизије 2022.
Дана 7. децембра 2021. године, објављено је да је Моника Љу учесница литванске националне селекције за Евровизију са песмом „Sentimentai ". Песма је јавно објављена 18. јануара 2022. и одмах је постала најслушанија песма у Литванији, на основу података међународних платформи за слушање музике.
Моника се први пут појавила у трећој рунди квалификација, коју је освојила са највише гласова и жирија и публике и то са великом разликом у односу на остале учеснике и пласирала се у полуфинале, где је такође била тријумфна над осталим учесницима и пласирала се у финале. Освојивши максималну оцену жирија у финалу и надмашивши остале учеснике у гласању публике, освојила је право да представља Литванију на Евровизији 2022. у Торину у Италији.
Љу је наступила у првом полуфиналу Песме Евровизије 10. маја 2022. и пласирала се у финале. У финалу 14. маја 2022. је завршила на 14. месту.

## Дискографија

### Студијски албуми
| Наслов   | Детаљи                                                                      | Највише позиције на топ-листама |
| Наслов   | Детаљи                                                                      | ЛИТ                             |
| -------- | --------------------------------------------------------------------------- | ------------------------------- |
| I Am     | - Објављен: 18. јун 2015. - Формати: ЦД, дигитално преузимање, стриминг     | —                               |
| Lünatik  | - Објављен: 24. октобар 2019. - Формати: ЦД, дигитално преузимање, стриминг | —                               |
| Melodija | - Објављен: 17. април 2020. - Формати: ЦД, дигитално преузимање, стриминг   | —                               |

### Синглови као главни извођач
| Наслов                                                                             | Година | Највише позиције на топ-листама | Највише позиције на топ-листама | Албум            |
| Наслов                                                                             | Година | ЛИТ                             | ШВЕ Heat.                       | Албум            |
| ---------------------------------------------------------------------------------- | ------ | ------------------------------- | ------------------------------- | ---------------- |
| Hello                                                                              | 2017.  | —                               | —                               | сингл без албума |
| Komm zu mir                                                                        | 2019.  | —                               | —                               | Lünatik          |
| Resist No More                                                                     | 2019.  | —                               | —                               | Lünatik          |
| Falafel                                                                            | 2019.  | —                               | —                               | Lünatik          |
| No Matter What                                                                     | 2019.  | —                               | —                               | Lünatik          |
| Sometimes I Loved You Sometimes You Loved Me                                       | 2019.  | —                               | —                               | Lünatik          |
| Detective                                                                          | 2019.  | —                               | —                               | Lünatik          |
| I Wanna Be a Man                                                                   | 2019.  | —                               | —                               | Lünatik          |
| I Got You                                                                          | 2019.  | —                               | —                               | Lünatik          |
| Vaikinai trumpais šortais                                                          | 2019.  | 31                              | —                               | Melodija         |
| Troškimas                                                                          | 2020.  | —                               | —                               | Melodija         |
| Sentimentai                                                                        | 2022.  | 1                               | 14                              | сингл без албума |
| Bossa                                                                              | 2022.  | 23                              | —                               | сингл без албума |
| Šampanas (bul bul bul)                                                             | 2022.  | 42                              | —                               | сингл без албума |
| „—” означава сингл који се није нашао на топ-листи или није објављен у територији. |        |                                 |                                 |                  |

### Синглови као гостујући извођач
| Наслов                                                                      | Година | Албум            |               |
| Наслов                                                                      | Година | Албум            | LTU           |
| --------------------------------------------------------------------------- | ------ | ---------------- | ------------- |
| Laisvė (SKAMP са Моник, Бјел, Моником Љу, Казимијерас Ликша и Future Cello) | 2018.  | сингл без албума |               |
| Ne Vakar (SEL са Моником Љу)                                                   | 2019.  | —                | Aš Kaip Žąsis |
| Ten, Kur Tu (Јаути са Моником Љу)                                           | 2022.  | Meilė            |               |
| Gal Ne Rytoj (са разним извођачима)                                         | 2022.  | сингл без албума |               |